# Chromophobia
Chromophobia är brasilianska DJ och technoproducent Gui Borattos debutalbum. Skivan släpptes 2007 på tyska skivbolaget Kompakt.

## Låtlista
1. Scene 1 - 3:55
2. Mr. Decay - 6:58
3. Terminal - 5:57
4. Gate 7 - 6:41
5. Shebang - 7:28
6. Chromophobia - 7:12
7. The Blessing - 5:40
8. Malá Strana - 2:31
9. Acrostico - 4:25
10. Xilo - 3:55
11. Beautiful Life - 8:31
12. Hera - 3:59
13. The Verdict - 3:37